# Robert Stollé
Robert Stollé (* 17. Juli 1869 in Köln-Mülheim; † 9. August 1938) war ein deutscher Chemiker und Hochschullehrer.
Robert Stollé studierte Chemie an den Universitäten in Genf, Berlin und Bonn. Er wurde 1898 in Bonn mit einer Arbeit Ueber die Einwirkung von Natriumacetessigester auf Benzalmalonsäureester promoviert und habilitierte sich 1903 in Heidelberg mit einer Arbeit zum Hydrazin. An der Universität Heidelberg lehrte er von 1899 bis 1935. Die von ihm entdeckte Indol-Synthese trägt als Stollé-Synthese seinen Namen.